# Andy Hoepelman
Ilja Mohandas (Andy) Hoepelman (Hilversum, 26 maart 1955) is een Nederlands waterpolospeler.
Hoepelman nam eenmaal deel aan de Olympische Spelen, in 1976. Hij eindigde met het Nederlands team op de derde plaats. Na zijn interlandloopbaan werd hij internationaal scheidsrechter en bekleedde hij diverse bestuursfuncties. Met het masterteam van HZC De Robben uit Hilversum werd hij in 2018 Europees kampioen in Slovenië, nadat deze ploeg al vier keer eerder het Europees kampioenschap had gewonnen en op het wereldkampioenschap in 2011 en 2013 zilver en in 2015 goud had behaald.
Buiten zijn sportieve leven was Hoepelman arts en hoogleraar. In 2021 ging hij met emeritaat.
Alex Boegschoten · 
Ton Buunk · 
Andy Hoepelman · 
Evert Kroon · 
Nico Landeweerd · 
Hans Smits · 
Gijze Stroboer · 
Rik Toonen · 
Jan Evert Veer · 
Hans van Zeeland · 
Piet de Zwarte · 
Ivo Trumbić (Bondscoach)
- International Standard Name Identifier: 0000 0003 6894 3710
- NARCIS: PRS1240849
- Nederlandse Thesaurus van Auteursnamen: 074382160
- Virtual International Authority File: 281224079
- WorldCat: E39PBJwX7kBBt9bw6TkdyFjpyd